# Fledermausquartier in der Kirche Branderoda
Fledermausquartier in der Kirche Branderoda este o arie protejată (arie specială de conservare — SAC, sit de importanță comunitară — SCI) din Germania întinsă pe o suprafață de 0,01 ha, integral pe uscat.

## Localizare
Centrul sitului Fledermausquartier in der Kirche Branderoda este situat la coordonatele 51°15′51″N 11°48′49″E / 51.2642°N 11.8136°E.

## Înființare
Situl Fledermausquartier in der Kirche Branderoda a fost declarat sit de importanță comunitară în octombrie 2000 pentru a proteja 1 specie de animale. Situl a fost protejat și ca arie specială de conservare în octombrie 2010.

## Biodiversitate
Situată în ecoregiunea continentală, aria protejată nu include niciun habitat protejat.
La baza desemnării sitului se află o specie protejată de  mamifere: liliacul mic cu potcoavă (Rhinolophus hipposideros)